# Rumeli Feneri
Il Rumeli Feneri, anche Türkeli Feneri, è un faro storico ancora in uso che si trova sul lato europeo dell'ingresso settentrionale dello stretto del Bosforo, nel Mar Nero, a Istanbul, in Turchia.

## Etimologia
Rumeli (o Rumelia) è l'antico nome dei territori ottomani a ovest dello stretto del Bosforo. Il faro è stato così chiamato per analogia con il più antico Anadolu Feneri, un faro parallelo ad esso sul lato orientale (anatolico) dello stretto del Bosforo.

## Storia
Rumeli Feneri si trova di fronte al faro chiamato Anadolu Feneri, situato sul lato anatolico dello stretto a una distanza di 2 miglia nautiche. Nel mito greco di Giasone e del vello d'oro, i due isolotti su cui sono stati costruiti questi fari erano chiamati Simplegadi. Essi cozzavano fra di loro distruggendo qualsiasi nave la quale provasse a passare tra di loro. Una linea che unisce i due fari segna il confine settentrionale del porto di Istanbul. L'insediamento vicino al faro si chiama anche Rumelifeneri, e oggi è un villaggio di pescatori nel distretto di Sarıyer.
Il faro fu costruito dai francesi per garantire una navigazione sicura alle navi da guerra francesi e britanniche che entravano e uscivano dal Mar Nero durante la guerra di Crimea (1853-1856). Il faro entrò in servizio il 15 maggio 1856, insieme alla sua controparte anatolica, che era stata ristrutturata. Fu gestito dai francesi fino al 1933, quando la concessione della durata di cento anni fu annullata e le autorità turche ne presero il controllo. Oggi è gestito dall'Autorità per la sicurezza costiera (in turco Kıyı Emniyeti Genel Müdürlüğü) del Ministero dei trasporti e delle comunicazioni.

## Descrizione
Il faro è situato su una collina a 58 m di altezza sul livello del mare e ha un'altezza di 30 m. È il faro più alto della Turchia. La torre ha la forma di un prisma ottagonale a due livelli. Inizialmente era illuminato a cherosene, poi sostituito da una luce di Dalén che utilizzava il carburo (gas acetilene). Oggi la fonte di luce è l'elettricità; è stato installato anche un sistema di illuminazione di riserva a gas butano. Una lente di Fresnel con una lunghezza focale di 500 mm  permette alla luce bianca, che lampeggia in gruppo ogni 12 secondi, di raggiungere una portata di 18 miglia nautiche (33 km).
Il faro è elencato in Turchia con il codice "TUR-053" e il suo nominativo radio è TC1RLH.
Rumeli Feneri è aperto al pubblico come sito storico.
Un santo musulmano di nome Sarı Saltuk ha la sua tomba all'interno del faro.